# Iso Viitajärvi
Iso Viitajärvi och Pikku Viitajärvi, eller Viitajärvet är sjöar i Finland. De ligger i kommunen Uleåborg i landskapet Norra Österbotten, i den centrala delen av landet, 600 km norr om huvudstaden Helsingfors. Iso Viitajärvi ligger 55,8 meter över havet. Arean är 75,4 hektar och strandlinjen är 6,72 kilometer lång. Sjön  ingår i Ijo älvs huvudavrinningsområde. 